# Hassium
Hassium (chemická značka Hs) je šestnáctým transuranem, silně radioaktivní kovový prvek, připravovaný uměle v cyklotronu nebo urychlovači částic.
Hassium doposud nebylo izolováno v dostatečně velkém množství, aby bylo možno určit všechny jeho fyzikální konstanty. Při své poloze v periodické tabulce prvků by svými vlastnostmi mělo připomínat osmium. Předpokládalo se tedy, že je hassium vedle osmia, ruthenia, iridia a xenonu pátým prvkem schopným vytvořit oxid s prvkem v oxidačním čísle VIII, což bylo potvrzeno na začátku 21. století přípravou první sloučeniny toho prvku, oxidu hassičelého.

## Historie
První přípravu prvku s atomovým číslem 108 oznámili němečtí fyzici Gottfried Münzenberg a Peter Armbruster roku 1984 z Ústavu pro výzkum těžkých iontů v německém Darmstadtu. Bombardováním izotopu olova jádry atomu železa získali izotop 265Hs s poločasem rozpadu přibližně 2 ms.
 208
82 Pb +  58
26 Fe →  265
108 Hs +  1
0 n
Prvek byl poté pojmenován po spolkové zemi Hesensko, ve které k objevu došlo a zasedání IUPAC v roce 1997 toto pojmenování schválilo.

## Izotopy
Doposud je známo 15 následujících izotopů hassia:
| Izotop | Rok objevu | Reakce         | Poločas přeměny |
| ------ | ---------- | -------------- | --------------- |
| 263Hs  | 2008       | 208Pb(56Fe,n)  | 0,74 ms         |
| 264Hs  | 1986       | 207Pb(58Fe,n)  | 0,8 ms          |
| 265Hs  | 1984       | 208Pb(58Fe,n)  | 1,9 ms          |
| 266Hs  | 2000       | 207Pb(64Ni,n)  | 2,3 ms          |
| 267Hs  | 1995       | 238U(34S,5n)   | 52 ms           |
| 268Hs  |            |                | 0,4 s           |
| 269Hs  | 1996       | 208Pb(70Zn,n)  | 9,7 s           |
| 270Hs  | 2004       | 248Cm(26Mg,4n) | 22 s            |
| 271Hs  | 2004       | 248Cm(26Mg,3n) | ?               |
| 272Hs  |            |                | ?               |
| 273Hs  |            |                | 0,76 s          |
| 274Hs  |            |                | ?               |
| 275Hs  | 2003       | 242Pu(48Ca,3n) | 0,15 s          |
| 276Hs  |            |                | ?               |
| 277Hs  |            |                | 3 ms            |